# Cratilla
Cratilla is een geslacht van libellen (Odonata) uit de familie van de korenbouten (Libellulidae).

## Soorten
Cratilla omvat 2 soorten:
- Cratilla lineata (Brauer, 1878)
- Cratilla metallica (Brauer, 1878)